# Елоховский проезд
Ело́ховский прое́зд — небольшая улица в центре Москвы в Басманном районе между Елоховской площадью и Нижней Красносельской улицей. Здесь расположен Елоховский собор, кафедральный собор Московского Патриархата.

## Происхождение названия
Раньше — Богоявленский проезд, по церкви Богоявления в Елохове, основанной в 1687 году (ныне — кафедральный Богоявленский собор). Переименован в 1922 году по прилеганию к Елоховской площади.

## Описание
Елоховский проезд начинается от Елоховской площади и проходит на северо-восток почти параллельно Спартаковской улице до Нижней Красносельской. По правой стороне от проезда располагается комплекс Елоховского собора, поэтому все здания по Елоховскому проезду находятся только с левой стороны.

## Здания и сооружения
По нечётной стороне:

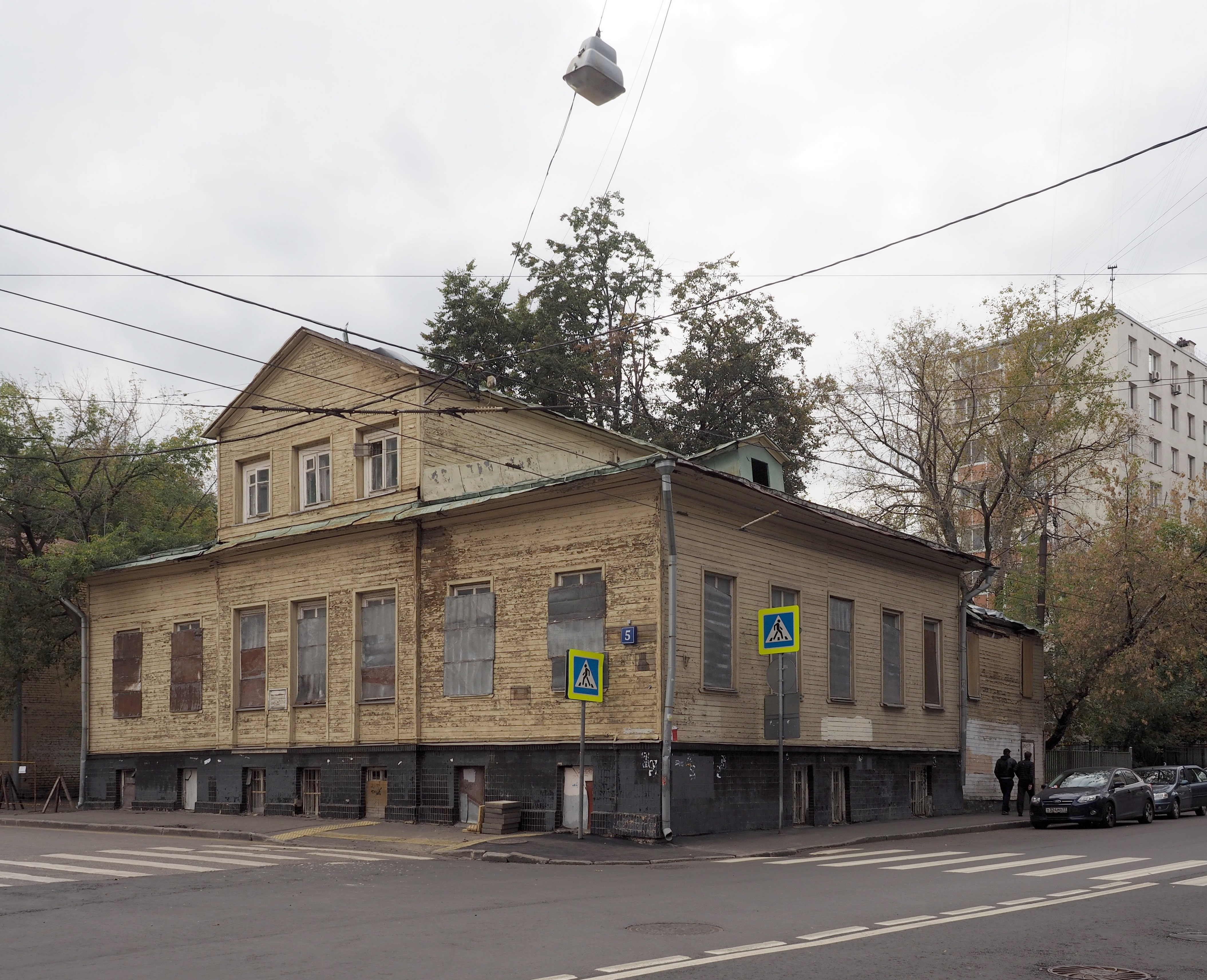
Дом №5 до ремонта (2015)

- № 1 —  памятник архитектуры (федеральный) Дом Ю. Н. Трубецкого — А. Г. Головкина, конец XVIII — начало XIX вв. Объект культурного наследия федерального значения[1].
- № 1 стр. 2 —  памятник архитектуры (федеральный) Дом П. П. Кувшинникова, XIX в. Объект культурного наследия федерального значения[2].
- № 1 стр. 5 — школьное здание (1930-е, архитектор Л. О. Бумажный)[3], ныне — Центр образования № 345; СУ-22;
- № 3 стр.1 —  памятник архитектуры (федеральный) Деревянный двухэтажный дом с каменными брандмауэрами, выстроен в 1876 году. Объект культурного наследия федерального значения[4]. В начале XX века принадлежал А. В. Дмитриевской. Фасад декорирован лепниной со стилизованными классическими деталями. Отселён, пребывает в запустении.[5]
- № 5 —  памятник архитектуры (федеральный) Редкий образец деревянной допожарной архитектуры Москвы: одноэтажный с мезонином на каменном фундаменте, построенный между 1803 и 1811 годами[5].

Объект культурного наследия федерального значения . Принадлежал секунд-майору А. Л. Демидову, внуку знаменитого горнозаводчика и благотворителя Прокофия Демидова. В 1830-е годы был оштукатурен, имел арочные ниши вокруг центральных окон, в начале XX века обшит тесом. Сейчас на фасаде из декоративных деталей сохранились только замки над дворовыми окнами мезонина. В конце XIX века принадлежал купцу С. М. Гордееву. Отселён, несколько раз горел. В декабре 2014 года дом передан в оперативное управление федеральному Агентству по управлению и использованию памятников (АУИПИК). В октябре 2015 года утверждено охранное обязательство собственника. Согласно росреестру Архивная копия от 12 февраля 2018 на Wayback Machine, с  1 декабря 2015 г. дом перешёл в собственность Пермского края и находится в оперативном управлении пермского  ГКБУ «Управление по эксплуатации административных зданий». В январе 2016 года Мосгорнаследие выдало разрешение на проектно-изыскательские работы. В декабре 2016 года на общественное обсуждение был вынесен акт государственной историко-культурной экспертизы научно-проектной документации на проведение работ по сохранению памятника, согласно которому планируется замена нижних и верхних венцов 

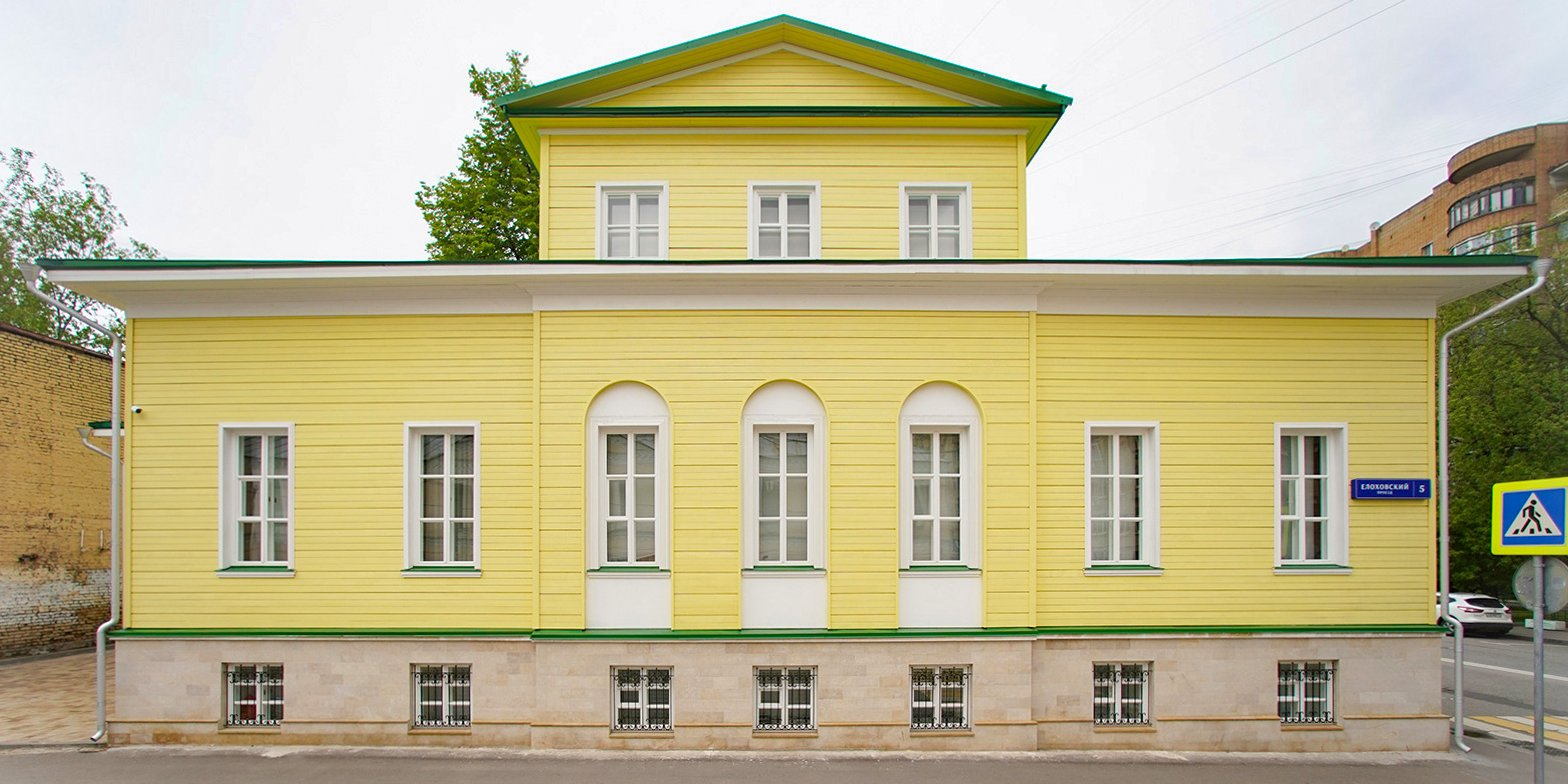
Дом №5 после реставрации

сруба. В соответствии с государственным контрактом АО "ЦКР" подготовлен проект реставрации и приспособления к современному использованию объекта культурного наследия. В конце 2017 года должны были начаться реставрационные работы, однако заказчиком не был подписан договор на работы (не решён вопрос стоимости), дом продолжает находиться в запустении, в зиму 2017-2018 г. памятник вступил с открытым непогоде срубом. В феврале 2020 года реставрация была завершена..
По чётной стороне:
- домов не числится.